# CP Longo Curso
CP Longo Curso è una divisione di Comboios de Portugal E.P.E. preposta alla gestione del traffico a lunga distanza delle ferrovie del Portogallo; i servizi gestiti sono di categoria Alfa Pendular e Intercity. CP Longo Curso, in collaborazione con Renfe Operadora, gestisce collegamenti internazionali tra Vigo, Porto e Madrid e tra Hendaye e Lisbona.

## Storia
Il 6 novembre 1997 il Consiglio di Amministrazione CP deliberò la riorganizzazione dell'impresa su basi più consone alle necessità di mercato; vennero costituite quindi "Unità" operative con autonomia gestionale e, tra queste, l'Unità CP Longo Curso con l'obbiettivo di riorganizzare e gestire il trasporto viaggiatori a lunga distanza del Portogallo.
Nel 2015 CP Longo Curso ha trasportato più di 5,5 milioni di viaggiatori con un incremento del 5% rispetto al 2014.

## Tipologie di servizi

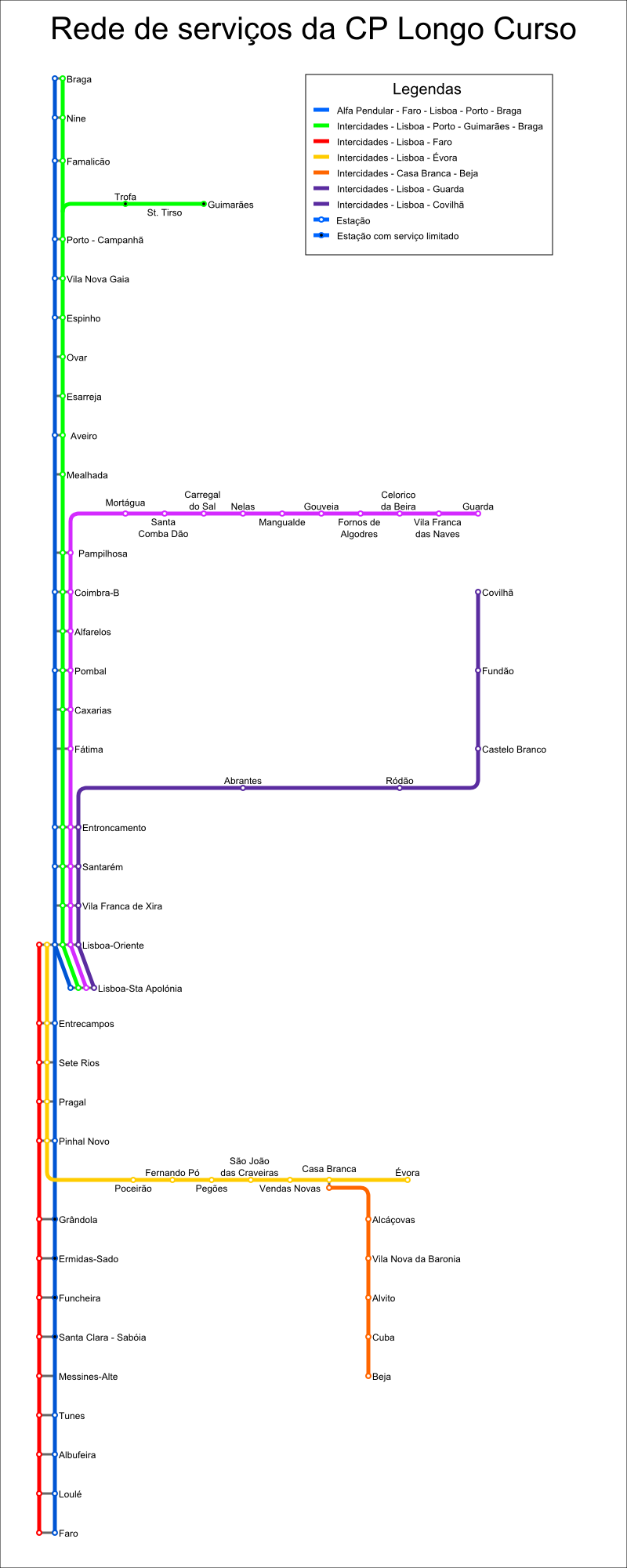
Rete "Longo Curso"

L'offerta CP Longo Curso è costituita da cinque tipologie di servizi:
|  | Alfa Pendular: svolge servizio principalmente tra Lisbona Santa Apolónia, Braga, Porto, Aveiro, Coimbra e Faro. Utilizza elettrotreni CP Serie 4000. |
|  | Intercity: servizi tra le principali città del Portogallo con più fermate degli Alfa Pendular. Circolano sulle dorsali ferroviarie: Nord, Beira Alta, Beira Bassa, Alentejo e Sud. Sono effettuati con materiale automotore CP Serie 0450 o con carrozze trainate da locomotive elettriche CP Serie 5600. |
|  | Sud Expresso: collegamento internazionale tra la stazione di Lisbona Santa Apolónia ed Hendaye. Sono effettuati con carrozze trainate da locomotive elettriche CP Serie 5600. |
|  | Lusitânia Comboio Hotel: collegamento internazionale tra la stazione di Lisbona Santa Apolónia e Madrid. Sono effettuati con carrozze trainate da locomotive elettriche. |
|  | Celta: collegamento internazionale tra stazione di Porto Campanhã e Vigo. Sono effettuati con carrozze trainate da locomotive o con automotrici Renfe serie 592. |

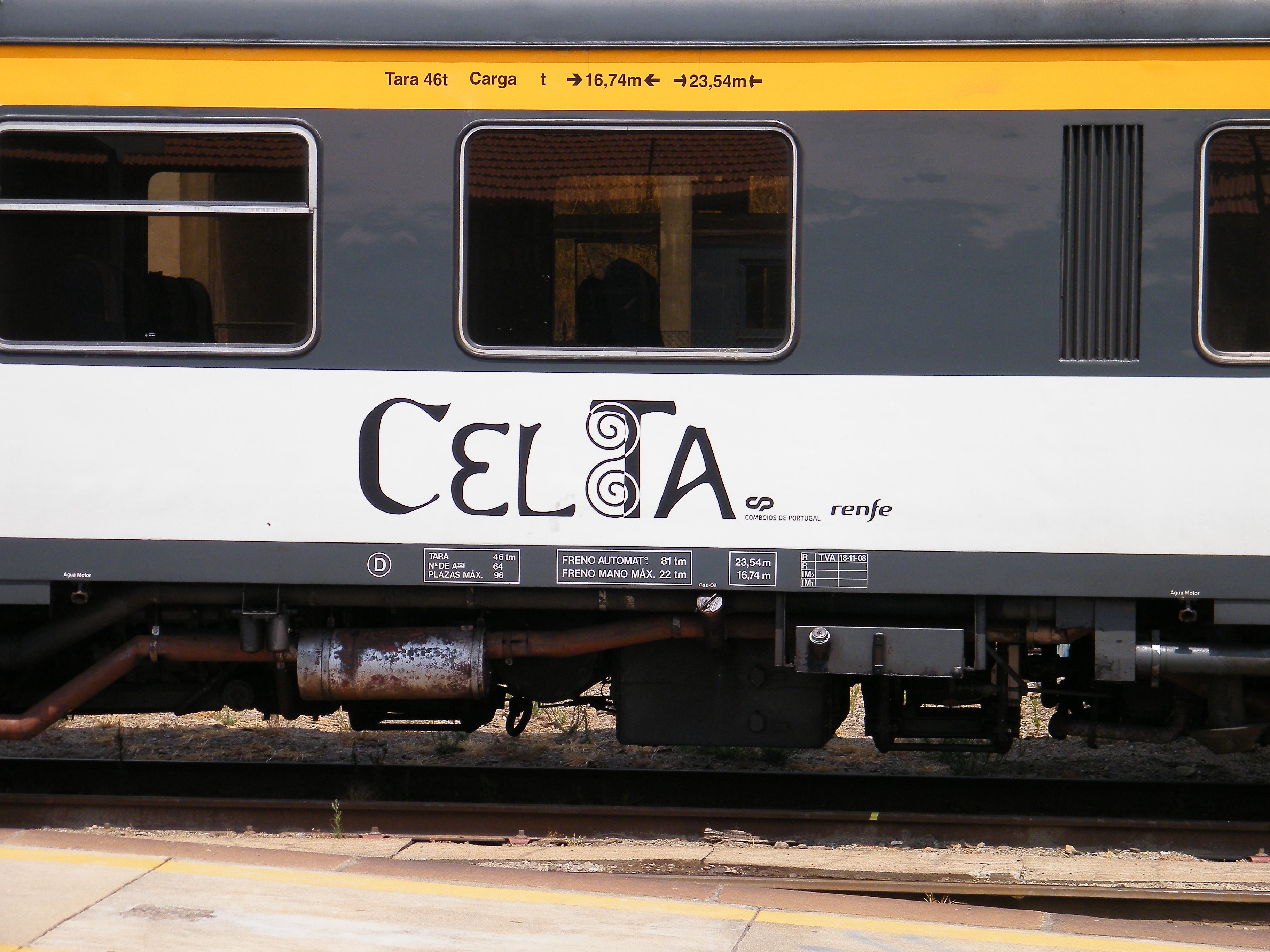
Logo del servizio "Celta" su una carrozza

Le carrozze per i treni trainati da locomotiva sono fornite da CP Longo Curso.